# Brunfelsia grandiflora
Brunfelsia grandiflora är en potatisväxtart. Brunfelsia grandiflora ingår i släktet Brunfelsia och familjen potatisväxter.

## Underarter
Arten delas in i följande underarter:
- B. g. grandiflora
- B. g. schultesii

## Bildgalleri

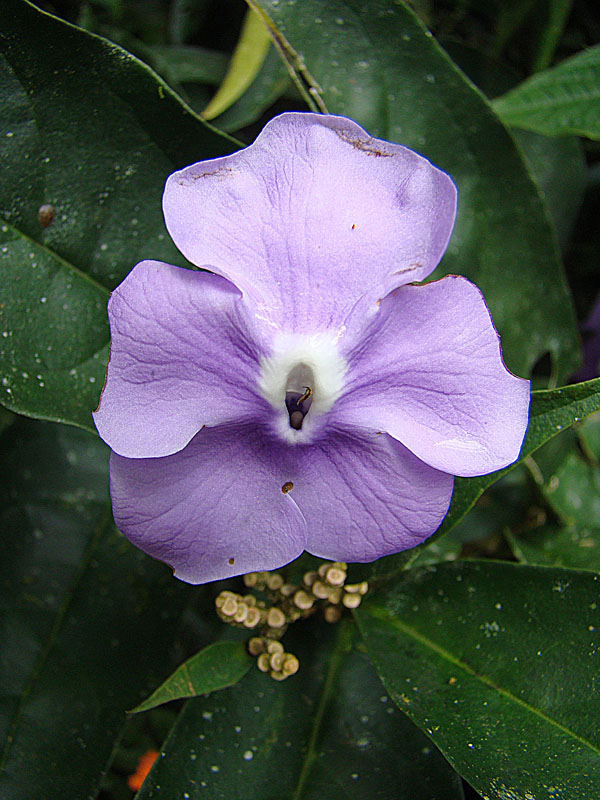
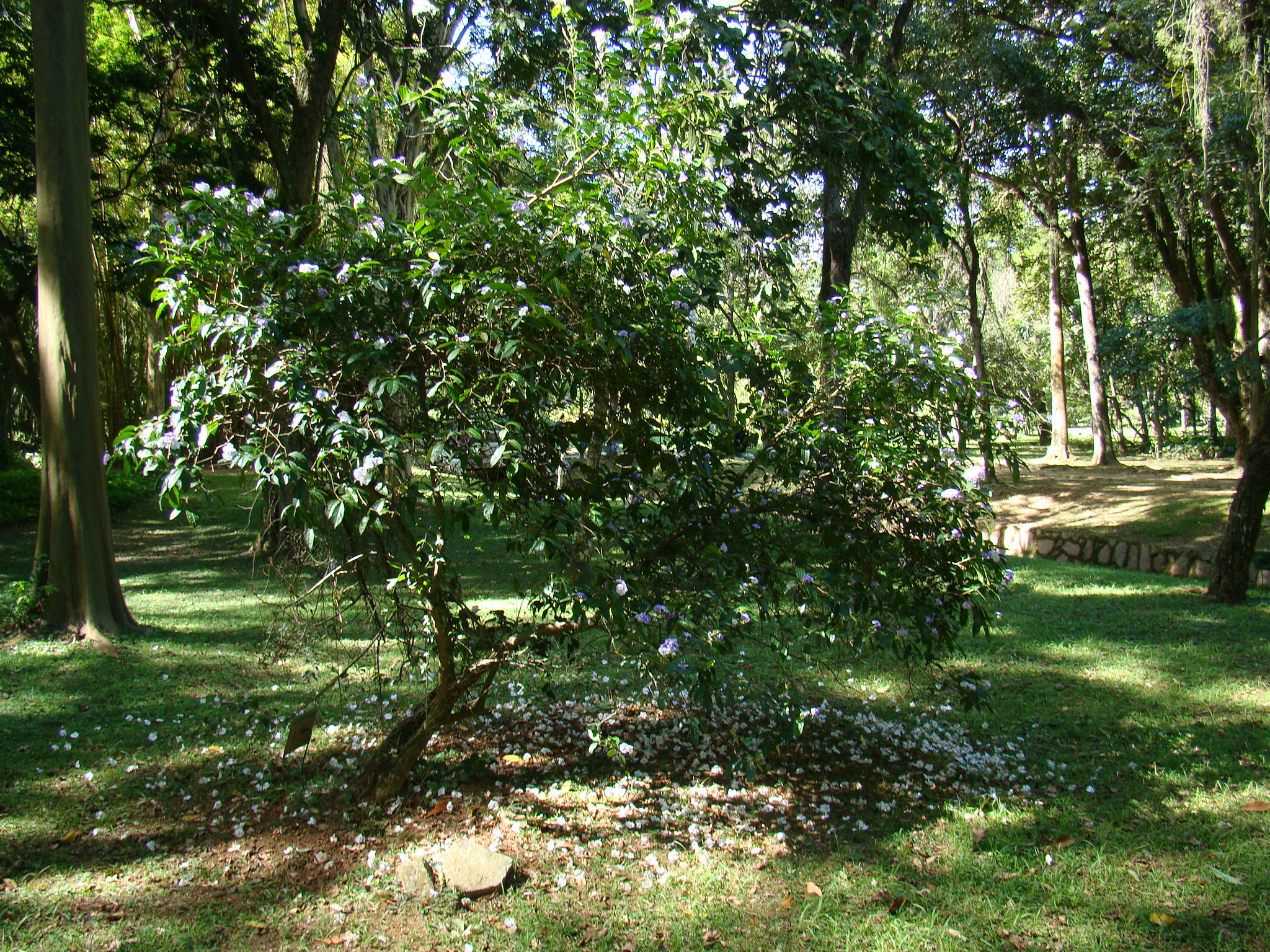